# 1 of 1
1 of 1 – piąty koreański album studyjny południowokoreańskiej grupy SHINee, wydany 5 października 2016 roku. Osiągnął 1 pozycję na listach przebojów w Korei Południowej, sprzedając się w liczbie 172 278 egzemplarzy (stan na październik 2016 r.). Album zawiera dziewięć utworów, w tym utwór tytułowy o tym samym tytule, „1 of 1”. Muzycznie płyta jest zmodernizowaną wariacją gatunku retro i sięga do okresu 1980-1990.

## Lista utworów
| Nr | Tytuł                                                                         | Słowa                                          | Muzyka                                                                                              | Czas |
| -- | ----------------------------------------------------------------------------- | ---------------------------------------------- | --------------------------------------------------------------------------------------------------- | ---- |
| 1. | "Prism"                                                                       | Kim Min-jung                                   | Kim Jong-hyun, Jamil 'Digi' Chammas, Deez, Wilbart 'Vedo' McCoy III, MZMC, Otha 'Vakseen' Davis III | 3:16 |
| 2. | "1 of 1"                                                                      | JQ, Bae Seong-hyeon, Lee Seu-ran, Kim In-hyung | Mike Daley, Mitchell Owens, Michael Jiminez, Tay Jasper, MZMC                                       | 3:25 |
| 3. | "Feel Good"                                                                   | Kim In-hyung                                   | Timothy 'Bos' Bullock, Adrian Mckinnon, Tay Jasper, MZMC                                            | 3:46 |
| 4. | "Tumyeong Usan (Don't Let Me Go)" (kor. 투명 우산투명 우산 (Don't Let Me Go)) | Jo Yun-gyeong, Minho, Key                      | Hyuk Shin, Reone, Peter Tambakis, Davey Nate                                                        | 3:46 |
| 5. | "Lipstick"                                                                    | Oh Min-ju, Minho                               | Harvey Mason, Jr, Mike Daley, Britt Burton, Tiffany Fred, Dewain Whitmore                           | 3:41 |
| 6. | "Don't Stop"                                                                  | Jonghyun, Minho, Key                           | The Stereotypes, Micah Powell, Maxx Song                                                            | 4:11 |
| 7. | "Shift"                                                                       | Kenzie                                         | Kenzie, LDN Noise, Adrian Mckinnon                                                                  | 3:06 |
| 8. | "U Need Me"                                                                   | Cho Yoon-kyung, Minho                          | Andreas Oberg, Simon Petren, Maja Keuc, Gustav Karlstrom                                            | 3:36 |
| 9. | "So Amazing" (Special Track)                                                  | Onew                                           | Erik Lidbom, Takarot                                                                                | 3:41 |

## 1 and 1
15 listopada 2016 roku album został wydany ponownie pod nowym tytułem 1 and 1 i zawierał dodatkowo pięć nowych utworów, w tym główny singel – Tell Me What To Do. Wcześniej wydane utwory znalazły się na dodatkowej płycie CD. Osiągnął 1 pozycję na listach przebojów w Korei Południowej, sprzedając się w liczbie 69 445 egzemplarzy (stan na grudzień 2016).

### Dysk 1
| Nr  | Tytuł                                                                     | Słowa                            | Muzyka                                                                      | Czas |
| --- | ------------------------------------------------------------------------- | -------------------------------- | --------------------------------------------------------------------------- | ---- |
| 1.  | "Tell Me What To Do"                                                      | Yoo Young-jin, Kim Dong-hyun     | Yoo Young-jin, Mike Daley, Mitchell Owens, Dewain Whitmore, Various Artists | 4:06 |
| 2.  | "Byeolbich Balaem (Wish Upon a Star)" (kor. 별빛 바램 (Wish Upon a Star)) | Kim Jun-il, Harang, Kim Jae-hyun | Kim Jun-il, Harang, Kim Jae-hyun                                            | 4:16 |
| 3.  | "Hanmadi (Beautiful Life)" (kor. 한마디 (Beautiful Life))                 | Onew                             | Simon Petrén, Andreas Öberg, Jonah Nilsson                                  | 4:31 |
| 4.  | "Rescue"                                                                  | Kenzie                           | Kenzie, Harvey Mason Jr., Michael Daley, Dewain Whitmore                    | 3:26 |
| 5.  | "If You Love Her"                                                         | Kim Ean-a                        | Coach & Sendo, Matthew Tishler, Felicia Barton                              | 4:16 |
| 6.  | "Tell Me What To Do" (Inst.)                                              |                                  | Yoo Young-jin, Mike Daley, Mitchell Owens, Dewain Whitmore, Various Artists | 4:06 |
| 7.  | "Byeolbich Balaem (Wish Upon a Star)" (Inst.)                             |                                  | Kim Jun-il, Harang, Kim Jae-hyun                                            | 4:16 |
| 8.  | "Hanmadi (Beautiful Life)" (Inst.)                                        |                                  | Simon Petrén, Andreas Öberg, Jonah Nilsson                                  | 4:31 |
| 9.  | "Rescue" (Inst.)                                                          |                                  | Kenzie, Harvey Mason Jr., Michael Daley, Dewain Whitmore                    | 3:26 |
| 10. | "If You Love Her" (Inst.)                                                 |                                  | Coach & Sendo, Matthew Tishler, Felicia Barton                              | 4:16 |

### Dysk 2
| Nr | Tytuł                                                                         | Słowa                                          | Muzyka                                                                                              | Czas |
| -- | ----------------------------------------------------------------------------- | ---------------------------------------------- | --------------------------------------------------------------------------------------------------- | ---- |
| 1. | "Prism"                                                                       | Kim Min-jung                                   | Kim Jong-hyun, Jamil 'Digi' Chammas, Deez, Wilbart 'Vedo' McCoy III, MZMC, Otha 'Vakseen' Davis III | 3:16 |
| 2. | "1 of 1"                                                                      | JQ, Bae Seong-hyeon, Lee Seu-ran, Kim In-hyung | Mike Daley, Mitchell Owens, Michael Jiminez, Tay Jasper, MZMC                                       | 3:25 |
| 3. | "Feel Good"                                                                   | Kim In-hyung                                   | Timothy 'Bos' Bullock, Adrian Mckinnon, Tay Jasper, MZMC                                            | 3:46 |
| 4. | "Tumyeong Usan (Don't Let Me Go)" (kor. 투명 우산투명 우산 (Don't Let Me Go)) | Jo Yun-gyeong, Minho, Key                      | Hyuk Shin, Reone, Peter Tambakis, Davey Nate                                                        | 3:46 |
| 5. | "Lipstick"                                                                    | Oh Min-ju, Minho                               | Harvey Mason, Jr, Mike Daley, Britt Burton, Tiffany Fred, Dewain Whitmore                           | 3:41 |
| 6. | "Don't Stop"                                                                  | Jonghyun, Minho, Key                           | The Stereotypes, Micah Powell, Maxx Song                                                            | 4:11 |
| 7. | "Shift"                                                                       | Kenzie                                         | Kenzie, LDN Noise, Adrian Mckinnon                                                                  | 3:06 |
| 8. | "U Need Me"                                                                   | Cho Yoon-kyung, Minho                          | Andreas Oberg, Simon Petren, Maja Keuc, Gustav Karlstrom                                            | 3:36 |
| 9. | "So Amazing" (Special Track)                                                  | Onew                                           | Erik Lidbom, Takarot                                                                                | 3:41 |

## Notowania
1 of 1
| Lista                        | Najwyższa pozycja |
| ---------------------------- | ----------------- |
| Gaon Weekly Album Chart      | 1                 |
| Gaon Monthly Album Chart     | 2                 |
| Oricon Weekly Albums Chart   | 11                |
| Billboard Heatseekers Albums | 14                |
| Billboard World Albums       | 2                 |